# Unterklausen
Das Dorf Unterklausen ist ein Gemeindeteil der Gemeinde Hirschbach im oberpfälzischen Landkreis Amberg-Sulzbach. Unterklausen befindet sich etwa zweieinhalb Kilometer ostnordöstlich von Hirschbach und auf einer Höhe von etwa 420 m ü. NHN.

## Geschichte
Durch die Verwaltungsreformen im Königreich Bayern zu Beginn des 19. Jahrhunderts wurde der Ort ein Bestandteil der Landgemeinde Achtel, zu der auch die Dörfer Oberachtel (Sitz der Gemeinde), Buchhof, Eggenberg und München, sowie die drei Weiler Obermühle, Oberklausen und Ratzenhof gehörten.
Im Zuge der Gebietsreform in Bayern in den 1970er Jahren wurde Unterklausen zusammen mit der Gemeinde Achtel nach Hirschbach eingemeindet. Heute hat Unterklausen 105 Einwohner.

## Verkehr
Die Kreisstraße AS 6 bindet Unterklausen an das öffentliche Straßennetz an, sie führt durch den südlichen Ortsbereich. Im öffentlichen Personennahverkehr fährt der Verkehrsverbund Großraum Nürnberg (VGN) Unterklausen tagsüber mit den Regionalbuslinien 446 und 447 an.

## Baudenkmäler

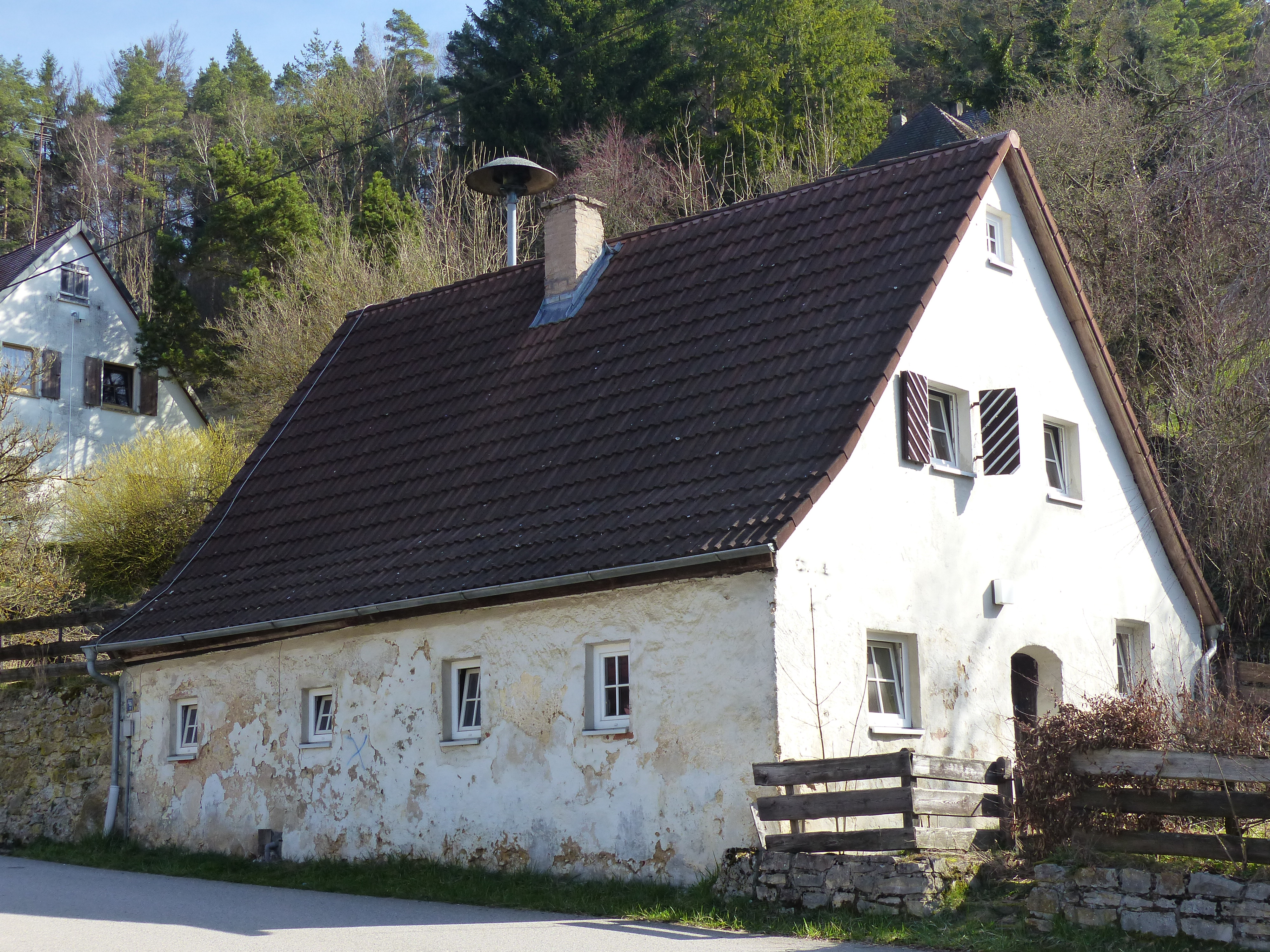
Ehemaliges Hirtenhaus

Im Ortsbereich von Unterklausen befinden sich mehrere Baudenkmäler, die in der bayerischen Denkmalliste aufgelistet sind, darunter ein ehemaliges Hirtenhaus.